# Glass (novel·la)
Glass és la segona novel·la de la col·lecció de novel·les en versos Crank d' Ellen Hopkins, publicada en tapa dura l'agost de 2007 i en tapa tova el 7 d'abril de 2009. El tercer llibre de la sèrie, Fallout, es va publicar el 2010. Igual que la novel·la anterior de la sèrie, Glass ha estat objecte de controvèrsia, amb el llibre parcialment responsable de la cancel·lació d'una aparició pública de Hopkins a causa de les queixes dels pares.

## Argument
La Kristina creu que ara té un nadó per cuidar i estimar, pot deixar la seva addicció. Però es troba buscant la Robyn, el seu antic contacte per a la "manivela del carrer". Mentre és a casa de la Robyn, coneix un noi anomenat Trey i comença a desitjar que la gent sembli com la vol o la necessita. Un cop arriba a casa, comença a treballar en un 7-Eleven per aconseguir els diners per comprar més manivela. El gerent d'allà és un distribuïdor de porno i li ofereix una feina com a prostituta, però ella declina.
Després d'assabentar-se que el seu pare ve a casa de la seva mare per estar al bateig del seu nou nadó, Hunter Seth, demana a la seva mare que el deixi venir i ella accepta, amb la condició que la Kristina hagi de ser qui li digui la gran. germana Leigh. Un cop arriba el seu pare, ell la porta als casinos per a la seva festa del divuitè aniversari i van esnifar algunes ratlles de cocaína mentre hi són. Això fa que la Kristina arribi gairebé tard al bateig de Hunter, però aconsegueix arribar a temps. Mentrestant, Kristina ha començat a sortir amb Trey i ha començat a fumar "cristall", que és molt més nociu que fumar "crank" perquè és metamfetamina pura en quantitats de mida de roca. La Kristina comença a fumar-ne cada dia, es va aprimar i col·locar-se freqüentment. Després de col·locar-se un dia, la seva mare la va expulsar de casa perquè ni tan sols va intentar ajudar en Hunter, que es trobava en problemas.
Aleshores, Kristina s'instal·la amb Brad, el cosí de Trey, mentre treballa com a mainadera de les dues filles petites de Brad, Devon i LeTreya. Deixa de treballar al 7-Eleven fent servir xantatge i rep una trucada de Robyn. Després d'assabentar-se que la Robyn ara treballa en una prostíbul, Kristina s'acosta i és capaç de vendre "cristall" a les noies, en lloc de "crank" de carrer, que era l'única metamfetamina a la qual havien tingut accés. Trey marxa a la universitat i la Kristina aviat es veu atreta per el Brad. Després que el Trey arriba a casa, ella li pregunta per què no havia contestat el telèfon i ell respon que havia estat veient una noia només per sexe i que encara estimava a la Kristina. Ella es desmaia i el troba fora. Això entristeix a la Kristina i comença a tenir sexe amb el Brad. Quan en Trey arriba a casa, troba a la Kristina dormint amb el Brad, però en lloc d'enfadar-se amb ella, comença a tenir sexe amb ella mentre el Brad dorm. L'esposa del Brad, l'Angela, torna perquè vol una altra oportunitat amb el Brad i les seves filles, obligant al Brad a expulsar a la Kristina.
La Kristina es veu obligada a traslladar-se a un motel proper. També és capaç de conèixer l'home que li dona al Brad la metamfetamina de cristall, el César. Un cop Trey torna, li confessa a la Kristina que la noia amb qui havia dormit era l'Angela fins que va tornar amb el Brad. També es va veure obligat a marxar. Ella accepta que es mudi i aviat comencen a viure junts. Aleshores es traslladen junts a un apartament. La Kristina li pregunta a la seva mare si pot portar al Hunter al seu apartament perquè aquest es pugui quedar amb la seva mare i el seu padrastre. Però la Kristina li torna quan troba al Hunter a terra després d'haver caigut de la seva trona. S'adona que la seva mare tenia raó i que no està preparada per criar a Hunter.
La Kristina, desesperada per la manca de diners, roba la majoria de les joies i els talonaris de xecs de la seva mare. Quan la Kristina rep una ordre judicial perquè la seva mare creu que Kristina és una mare no apta, ella i Trey decideixen fugir després que una foto seva aparegui al diari demanant que la gent la busqui. Aviat arriben a Califòrnia amb només uns parells de roba, tota la seva metamfetamina i diners. S'adormen al cotxe després d'un àpat a McDonald's i un policia els desperta. Els demana que surtin fora i troba la mitja lliura de metamfetamina. Són detinguts i portats a la presó. S'han de quedar tot el cap de setmana i durant aquest temps la Kristina es desintoxica de la metamfetamina. Com que Kristina va tenir una història a Nevada, ella i Trey es troben darrere de les reixes de l'estat natal. Se'ls ofereix l'oportunitat de criticar en César per escurçar la seva pena de presó a sis mesos que accepten. Durant la seva revisió, la Kristina descobreix que està embarassada del nadó d'en Trey i espera que el nadó sigui una nena perquè la Kristina pugui estimar el nadó com hauria d'haver fet amb Hunter. Ella espera poder mantenir-se en contacte amb Trey i, si no, sap que ho farà amb Quade. La novel·la acaba amb la Kristina amb l'esperança que les coses millorin a la seva vida tot i que no té cap motiu per tenir esperança.

## Recepció
El 2007 , Glass va aterrar a la llista mensual de Publishers Weekly dels 15 llibres infantils més venuts dels Estats Units de setembre a desembre.
La recepció del llibre va ser positiva, i Kirkus Reviews l'ha qualificat de atrapant i impressionant, amb una pàgina final brillant". Publishers Weekly també va valorar positivament el llibre, dient que "els lectors es sorprendran de la rapidesa amb què s'obren camí a través d'aquest llibre gruixut, i de quant aprenen sobre la metamfetamina de cristall i el cost que suposa, tant per als addictes com per a les seves famílies".
El 2008, l'Associació Americana de Biblioteques va incloure Glass a la seva llista de Seleccions ràpides per a lectors joves adults reticents.

### Censura
Glass s'inclou a les llistes de l'Associació Americana de Biblioteques dels llibres més prohibits i desafiats als Estats Units. Entre el 2010 i el 2019, Glass va ser el 86è llibre més prohibit i desafiat del país.
L'obra va ser acusada de promoure l'adicció a les drogues i la prostitució infantil. A causa d'això va ser prohibit a les escoles perquè per als pares l'obra no és adequada. Ellen Hopkins en canvi, pensa que la volen censurar i que no s'hauria de donar el poder als pares sobre quins llibres haurien de llegir els seus fills.